# Omphalucha brunnea
Omphalucha brunnea är en fjärilsart som beskrevs av W. Warren 1899. Omphalucha brunnea ingår i släktet Omphalucha och familjen mätare. Inga underarter finns listade i Catalogue of Life.